# Locomotive BMB 1-2, 5-10
Le locomotive 1–2 e 5–10 della Bozen-Meraner Bahn erano una serie di locotender a vapore, costruite per l'esercizio sulla linea Bolzano–Merano.

## Storia
Nel 1881, in occasione dell'apertura della ferrovia Bolzano–Merano, la società esercente BMB ordinò alla Krauss di Monaco di Baviera due locotender di rodiggio C, che vennero numerate 1 e 2.
L'anno successivo le macchine furono cedute alla ÖLEG, che le inserì nella serie G con numeri 605 e 606 e le utilizzò sulla linea Kaschitz–Schönhof. In sostituzione, la BMB ricevette due unità identiche, costruite dalla Krauss di Linz.
Dal 1891 al 1905 la BMB ulteriori 6 unità, che furono numerate da 5 a 10.
Nel 1882, con la statalizzazione della rete ÖLEG, le due unità ad essa appartenenti vennero inserite nel parco kkStB con numeri 9411–9412, mutati nel 1905 in 294.11–12. Nel 1906 anche la BMB venne incorporata nelle kkStB, e le unità pervenute divennero 294.04–10 e 13.
In seguito ai mutamenti territoriali conseguenti alla prima guerra mondiale, le due unità ex ÖLEG pervennero alle ČSD cecoslovacche, che le radiarono quasi subito; le restanti 8 unità pervennero alle FS italiane, che le classificarono nel gruppo 899 con numeri 899.001–008, e continuarono ad utilizzarle sulla linea Bolzano–Merano fino alla seconda guerra mondiale.
L'unità 899.006 è conservata al museo nazionale ferroviario di Pietrarsa.